# Nevados de Sollipulli
Nevados de Sollipulli är en bergskedja i Chile.   Den ligger i regionen Región de la Araucanía, i den södra delen av landet, 600 km söder om huvudstaden Santiago de Chile.
I omgivningarna runt Nevados de Sollipulli växer i huvudsak blandskog. Runt Nevados de Sollipulli är det glesbefolkat, med 15 invånare per kvadratkilometer.